# Cantril
Cantril – miasto w Stanach Zjednoczonych, w stanie Iowa, w hrabstwie Van Buren. 

## Demografia
Zgodnie ze spisem statystycznym z 2000, miasto liczyło 257 mieszkańców. W 2023 liczba mieszkańców spadła do 225 osób, a gęstość zaludnienia do 173,1 osoby/km².